# Biotodoma wavrini
Biotodoma wavrini és una espècie de peix de la família dels cíclids i de l'ordre dels perciformes, la qual fou durant molt temps considerada una variant de Biotodoma cupido i, després, una subespècie, fins que se li va atorgar categoria com a espècie.

## Morfologia
- Els mascles poden assolir 10 cm de longitud total.[3][4]

## Hàbitat
És una espècie de clima tropical entre 26 °C-30 °C de temperatura.

## Distribució geogràfica
Es troba a Sud-amèrica: conca del  riu Negro al Brasil i Veneçuela, i conca del riu Orinoco a Colòmbia i Veneçuela.

## Confusió amb altres espècies
És confós habitualment amb una altra espècie molt emparentada, el Biotodoma cupido, amb la qual no presenta diferències molt ostensibles, sobretot en exemplars joves. Bàsicament, l'única diferència a simple vista és la posició de la màcula costal que presenten ambdues espècies, la qual en Biotodoma cupido és a la base de l'aleta dorsal, i en B. wavrini es troba més centrada en el cos, molt a prop de la línia lateral.

## Vida en captivitat
El seu manteniment en captivitat no presenta grans problemes, encara que es tracta d'un cíclid i, per descomptat, territorial, per la qual cosa l'aquari ha d'ésser molt ampli (a partir de 200 litres). El pH de l'aigua ha d'estar entre 6 i 6,5.